# Димитър Стефанов (кмет)
Вижте пояснителната страница за други личности с името Димитър Стефанов.
Димитър Венков Стефанов е български политик от ГЕРБ, кмет на община Тутракан от 2011 година.

## Биография
Димитър Стефанов е роден на 4 май 1965 година в град Исперих, България. През 1991 година завършва специалност „Ветеринарна медицина“ във ВИЗВМ, Стара Загора. Има професионален опит като ветеринарен лекар във ВМЦ Силистра (1991-1994) и РВМС Силистра (2006-2010). Бивш управител на ЕТ „Кандида“ (1994-2006).

### Политическа кариера
През 2011 година Димитър Стефанов става кмет на Тутракан, издигнат от партия ГЕРБ.

#### Избори
На местните избори през 2011 година е избран за кмет от листата на ГЕРБ. На първи тур от изборите получава 2902 гласа (33,98 %). Втори след него е Николай Иванов Николов от ДПС, който получава 2618 гласа (30,65 %). На балотажа печели с 61,26 %.